# Хареди
Хареди (хебр. חרדים) је опште име и донекле самоименоване различите ултра-ортодоксне јеврејске верске заједнице и чланова ових заједница у Израелу и ван њега. Дословно значи „дрхтање“ пред Богом. Начин живота харедских заједница одређен је конзервативним обичајима који су се формирали у европском јеврејству до 20. века, као и традиционалним канонима јудаизма. Доживотно проучавање Торе и марљиво поштовање заповести сматрају се највишом духовном вредношћу и идеалом. Подстиче се поштовање правила и обичаја с највећом строгошћу.
Интересе Харедита у израелском парламенту и локалној влади у великој мери представљају ултрарелигиозне политичке странке. У израелској политици, ове странке се противе кршењу закона Торе на државном нивоу. Чланови Хареди Кнесет обично у принципу не заузимају министарска места, али понекад воде министарства у рангу заменика министра. У Израелу харедим чини око милион људи - ово је 19% јеврејске популације Израела старије од 20 година.

## Групе
Ашкенази харедими су потомци источноевропских и средњоевропских Јевреја.
Сефардски Харедими су са Медитерана, северне Африке и Блиског истока.
Хасиди су верски јеврејски покрет настао средином 18. века. Баал Шем Тов се сматра његовим оснивачем. Разликује се у емотивнијем приступу верском животу. Међу „хасидима" има много „дворишта" (заједница) ("Гур", "Белз", "Сатмар", "Бобов", "Макхновка" итд.). Сваким "двориштем" управљао је (у "Лубавичу" "и„ Бреслев "је стајао у прошлости) рабин који је водио своје следбенике. Разликују се у одређеној одећи и обичајима.
Литвански тренд је конзервативна група у ортодоксном јудаизму. Почео је да се формира у источној Европи у 18. веку. Разликује се у рационалном приступу проучавању Торе. Међу рабинима који су утицали на формирање погледа на свет били су Виленски Гаон, Кафетз-Хаим, Хазон-Исх и други. Познати и као миснагдим, дословно противници, односно противници хасидима.
Сефарди Харедим - тренд међу израелским харедимима, укључујући и ортодоксне Сефарде (према ЦБС-у, има око 300 хиљада људи).
ХАРДАЛ, хардалникс - (скраћеница за „национални харедим“) - најконзервативнији део присталица религиозног ционизма, чији је животни стил ближи ултра-ортодокснима (хареди) него модерним јеврејима који нису укључени у број харедим.
Подела на правце је у одређеној мери условна, јер и међу следбеницима литванског тренда и међу хасидима има Сефарда; не постоји јасна граница између „Хардал-а“ и дела Бреславља и Лубавитхер-а Хасида, који заузимају про-ционистичке положаје, као и између „Литвака“ и „модерних ортодоксних“ (не Хареди).

## Карактеристике
Дечаци Хареди који студирају у јешивама изузети су од служења израелске војске од оснивања државе. У почетку је то било око неколико стотина људи, али с временом се број Харедима војног доба знатно повећао. У јулу 2002, Тал закон је ступио на снагу, омогућавајући студентима јешиве да добију аутоматски грејс период од регрутације до 22. године. Тада је одлагање било продужено годишње за оне који су наставили студије у јешиви или колел, а другима је понуђен избор између регрутације на 16 месеци или алтернативне службе на годину дана. У исто време, ученицима јешива и колелеја било је забрањено да се запосле, чак и хонорарно. Закон је донет као привремена мера на период од пет година и продужен је на још пет година. У фебруару 2012. године Врховни суд је прогласио неуставним Закон о Талу, а у августу 2012. ово правило је укинуто. Према важећем закону, харедим, пошто је добио позив, мора да се појави на регрутној станици у складу са општом процедуром (и може бити ухапшен због недоласка), али тада се њихов позив обично одлаже по налогу министра одбране као непримерен.
2002. године, у саставу бригаде Кфир, 97. батаљон „Нетзах Јехуда“, док строго поштујући верске обреде, на пример, девојке не служе у њиховим базама, проучавање Талмуда део је свакодневне рутине, а надзор над кошер (кошер храном) врши се на нивоу усвојеном у заједницама хареди. Ипак, значајан део батаљона чине људи из породица хареди који су били протерани или искључени из јешиве и пре него што су позвани у војску (многи од њих или њихови родитељи придружили су се харедију само у некој фази свог живота и нису се у потпуности уклопили у ову заједницу), као и имигранти из најправовернијих кругова религиозних циониста, то јест нису пореклом хареди, више воле да служе заједно са харедима у оквиру Хасдер програма, односно комбиновања студија у јешиви са војном службом пет година, од којих је 16 до 24 месеца у војној служби.

## Образовни систем
Постоји засебан невладин систем образовних институција. Дечаци уче одвојено од девојчица. Дечаци започињу своје образовање са 3 године. Прво, дечаци уче у цхедеру, где детаљно проучавају Кхумасха са коментаром, настављају у јешиви, а након венчања у колелу. Вавилонски Талмуд и Халача се дубоко проучавају. Секуларни предмети се изучавају на минимуму или се уопште не проучавају.

## Одећа
Одећа мушкараца Хареди слична је униформи. Током целе године мушкарци се углавном облаче у црна одела, беле кошуље и црне капе (јармулке). Многи мушкарци носе високи катан испод кошуље.
Жене се облаче скромно. Дуге сукње, дуги рукави. Удате жене покривају косу шалом или периком или периком са капом. У неким хасидским заједницама, Харедим, супруге носе на глави само мараму, у другима, напротив, носе бурке које прекривају лице и цело тело. Црвена одећа се не сматра скромном и стога није прихваћена у друштву. Тренд последњих година је да су жене Хареди почеле да користе више боја у одећи.

## Породица
Харедим идеологија заговара рађање много деце. Већина породица има много деце, просечно 7-8 деце. Родитељи траже пар за сина или ћерку, обично користећи услуге схадкхан-а. Предбрачни односи су забрањени.

## Радни однос
Само је мањина мушкараца Хареди у Израелу званично запослена. Број ултраортодоксних израелских мушкараца који су тренутно запослени је 47% од укупног броја. Истовремено, број жена Хареди се повећава и износио је 81%. Породични буџет заснован је на државним субвенцијама и, често, на приходима супруге. Они такође уживају бенефиције, здравствено осигурање итд., као и сви грађани Израела. Међутим, мали део харедима у основи не користи никакве бенефиције државе, против чијег се постојања противи, и углавном избегава да ступа у било какве односе са њом, све до обезбеђивања својих четврти електричном енергијом коју производе њихови сопствени генератори (такође због страхови од кршења закона о шабатима од стране запослених у компанији Електрик).

## Области пребивалишта
У Израелу постоје одвојени градови у којима је већина становника су хареди (Бнеј Брак, Елад, Беитар Илит, Бет Шемеш, Модиин Илит, Рехасим итд.). У многим великим градовима, укључујући Јерусалим, постоје одвојене четврти у којима се углавном насељавају харедими, на пример Меа шеарим. Постоји неколико хареди округа у Сједињеним Државама и Канади, углавном у Бруклину, Торонту и Монтреалу, као и неколико малих градова у државама Њујорк и Њу Џерси, где Хареди чине значајан део становништва.

## Галерија
- Харедим
- Јаков Лицман Хасид
- Хареди у Јеруслиму
- Ципора Хелер, колумниста хареди новина